# Crockerella tridesmia
Crockerella tridesmia är en snäckart som först beskrevs av S. S. Berry 1941.  Crockerella tridesmia ingår i släktet Crockerella och familjen kägelsnäckor. Inga underarter finns listade i Catalogue of Life.